# Charchów Pański
Charchów Pański – wieś w Polsce położona w województwie łódzkim, w powiecie poddębickim, w gminie Zadzim.
| SIMC    | Nazwa    | Rodzaj    |
| ------- | -------- | --------- |
| 0720237 | Zamłynie | część wsi |
| 0720243 | Zarębów  | część wsi |

W skład sołectwa Charchów Pański wchodzą także Zawady i Walentynów.
Do 1954 roku siedziba gminy Wierzchy. W latach 1954–1959 wieś należała i była siedzibą władz gromady Charchów Pański, po jej zniesieniu w gromadzie Wierzchy. W latach 1975–1998 miejscowość administracyjnie należała do województwa sieradzkiego.